# Liste des voies du 9e arrondissement de Paris
Cet article donne une liste des voies du 9e arrondissement de Paris, en France.

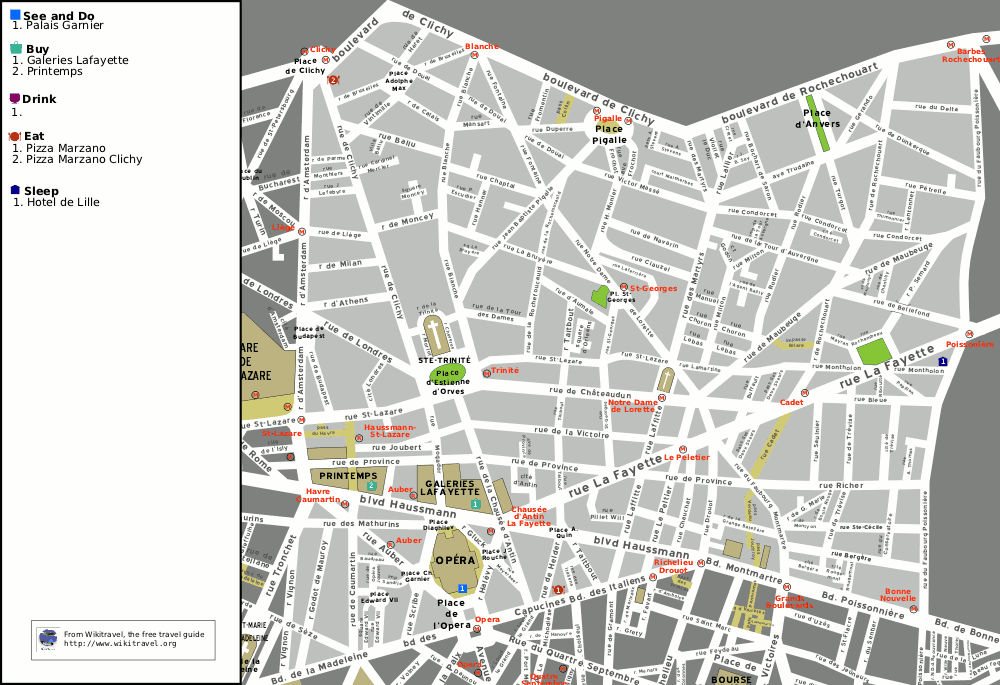
Plan du 9e arrondissement de Paris.

## Liste

### A
- Haut – A
- B
- C
- D
- E
- F
- G
- H
- I
- J
- K
- L
- M
- N
- O
- P
- Q
- R
- S
- T
- U
- V
- W
- X
- Y
- Z

- Voie A/9 (Voie sans nom de Paris)
- Rue d'Abbeville
- Place Adolphe-Max
- Place Adrien-Oudin
- Rue de l'Agent-Bailly
- Passage Alfred-Stevens
- Place Alain-Goldmann
- Rue Alfred-Stevens
- Rue Ambroise-Thomas
- Rue d'Amsterdam
- Place André-Breton
- Cité d'Antin
- Place d'Anvers
- Rue d'Athènes
- Rue Auber
- Rue d'Aumale

### B
- Haut – A
- B
- C
- D
- E
- F
- G
- H
- I
- J
- K
- L
- M
- N
- O
- P
- Q
- R
- S
- T
- U
- V
- W
- X
- Y
- Z

- Rue Ballu
- Villa Ballu
- Rue de Bellefond
- Cité Bergère
- Rue Bergère
- Place Blanche
- Rue Blanche
- Rue Bleue
- Rue Bochart-de-Saron
- Rue Boudreau
- Impasse de la Boule-Rouge
- Rue de la Boule-Rouge
- Rue Bourdaloue
- Passage Briare
- Rue Bruno-Coquatrix
- Rue de Bruxelles
- Place de Budapest
- Rue de Budapest (Paris)
- Rue Buffault

### C
- Haut – A
- B
- C
- D
- E
- F
- G
- H
- I
- J
- K
- L
- M
- N
- O
- P
- Q
- R
- S
- T
- U
- V
- W
- X
- Y
- Z

- Rue Cadet
- Rue de Calais
- Boulevard des Capucines
- Cour Capucines
- Passage Capucines
- Rue du Cardinal-Mercier
- Passage Caumartin
- Rue de Caumartin
- Rue de Chantilly
- Cité Chaptal
- Rue Chaptal
- Place Charles-Garnier
- Cité Charles-Godon
- Rue Charras
- Rue de Châteaudun
- Rue Chauchat
- Rue de la Chaussée-d'Antin
- Place Chavarche-et-Arpik-Missakian
- Rue de Cheverus
- Rue Choron
- Rue Claude-Rodier
- Rue Clauzel
- Boulevard de Clichy
- Place de Clichy
- Rue de Clichy
- Promenade Coccinelle
- Passage Collin
- Cité Condorcet
- Rue Condorcet
- Rue du Conservatoire
- Avenue du Coq
- Rue Cretet

### D
- Haut – A
- B
- C
- D
- E
- F
- G
- H
- I
- J
- K
- L
- M
- N
- O
- P
- Q
- R
- S
- T
- U
- V
- W
- X
- Y
- Z

- Voie D/9 (Voie sans nom de Paris)
- Place Daniel-Iffla-Osiris
- Rue du Delta
- Place d'Estienne-d'Orves
- Passage des Deux-Sœurs
- Place Diaghilev
- Rue de Douai
- Rue Drouot
- Rue de Dunkerque
- Rue Duperré

### E
- Haut – A
- B
- C
- D
- E
- F
- G
- H
- I
- J
- K
- L
- M
- N
- O
- P
- Q
- R
- S
- T
- U
- V
- W
- X
- Y
- Z

- Voie E/9 (Voie sans nom de Paris)
- Impasse de l'École
- Cour Édouard-VII
- Passage Édouard-VII
- Place Édouard-VII
- Rue Édouard-VII
- Square Édouard-VII

### F
- Haut – A
- B
- C
- D
- E
- F
- G
- H
- I
- J
- K
- L
- M
- N
- O
- P
- Q
- R
- S
- T
- U
- V
- W
- X
- Y
- Z

- Voie F/9 (Voie sans nom de Paris)
- Rue du Faubourg-Montmartre
- Rue du Faubourg-Poissonnière
- Cité Fénelon
- Rue Fléchier
- Avenue Frochot
- Rue Frochot
- Rue Fromentin

### G
- Haut – A
- B
- C
- D
- E
- F
- G
- H
- I
- J
- K
- L
- M
- N
- O
- P
- Q
- R
- S
- T
- U
- V
- W
- X
- Y
- Z

- Voie G/9 (Voie sans nom de Paris)
- Place Gabriel-Kaspereit
- Villa Garance
- Place Garbis-Aprikian
- Rue Geoffroy-Marie
- Place Georges-Berry
- Place Georges-Enesco
- Promenade Georges-Ulmer
- Rue Gérando
- Rue Gluck
- Rue Godot-de-Mauroy
- Rue de la Grange-Batelière
- Place Gustave-Toudouze

### H
- Haut – A
- B
- C
- D
- E
- F
- G
- H
- I
- J
- K
- L
- M
- N
- O
- P
- Q
- R
- S
- T
- U
- V
- W
- X
- Y
- Z

- Rue Halévy
- Boulevard Haussmann
- Passage du Havre
- Place du Havre
- Rue du Havre
- Rue du Helder
- Rue Henner
- Place Henri-Salvador
- Rue Henry-Monnier
- Rue Hippolyte-Lebas

### I
- Haut – A
- B
- C
- D
- E
- F
- G
- H
- I
- J
- K
- L
- M
- N
- O
- P
- Q
- R
- S
- T
- U
- V
- W
- X
- Y
- Z

- Boulevard des Italiens
- Rue des Italiens

### J
- Haut – A
- B
- C
- D
- E
- F
- G
- H
- I
- J
- K
- L
- M
- N
- O
- P
- Q
- R
- S
- T
- U
- V
- W
- X
- Y
- Z

- Place Jacob-Kaplan
- Promenade Jacques-Canetti
- Place Jacques-Rouché
- Rue Jean-Baptiste-Pigalle
- Rue Jean-Baptiste-Say
- Place José-Rizal
- Rue Joubert
- Passage Jouffroy
- Rue Jules-Lefebvre

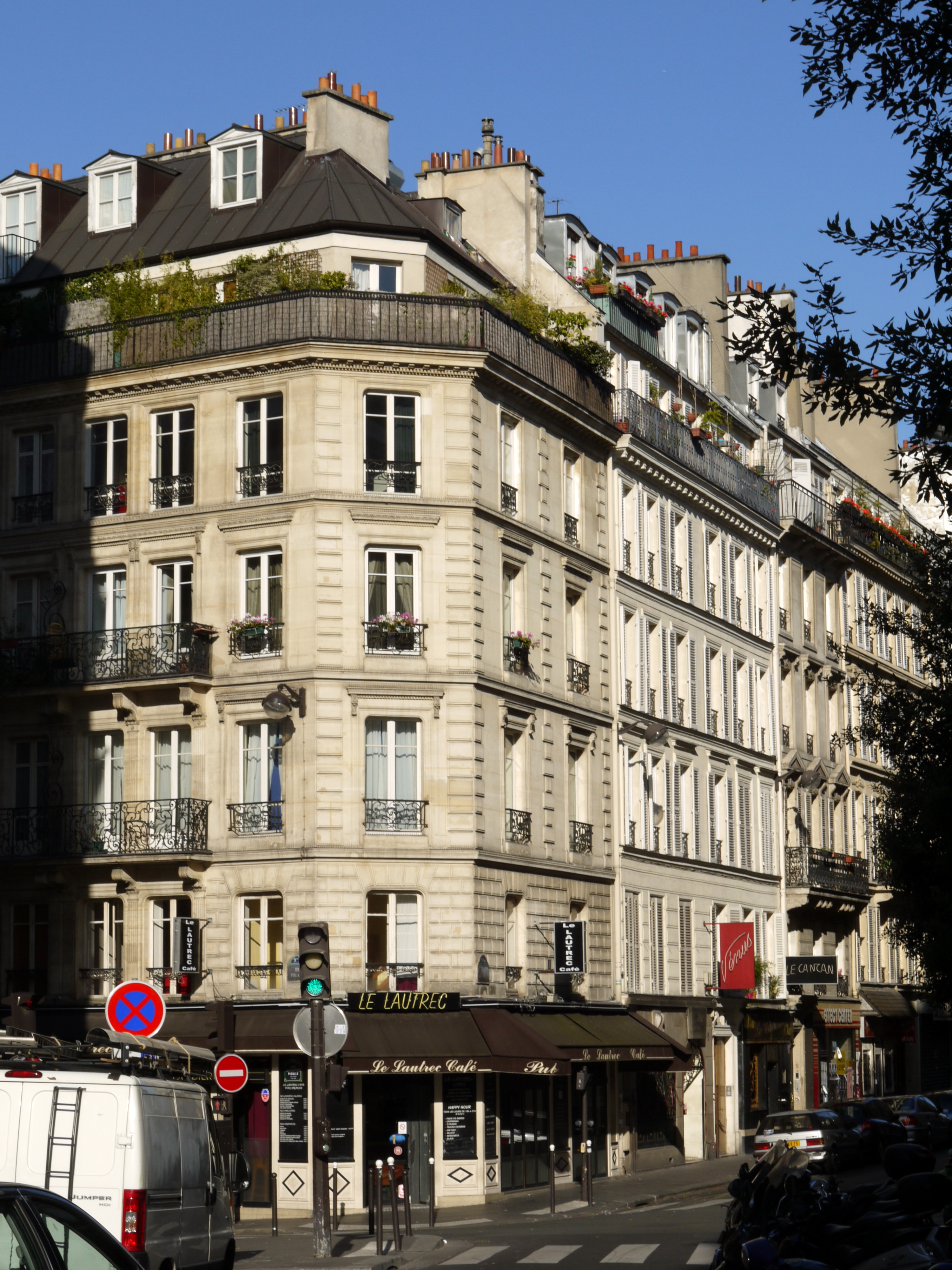
Rue Jean-Baptiste-Pigalle.

### K
- Haut – A
- B
- C
- D
- E
- F
- G
- H
- I
- J
- K
- L
- M
- N
- O
- P
- Q
- R
- S
- T
- U
- V
- W
- X
- Y
- Z

- Place Kossuth

### L
- Haut – A
- B
- C
- D
- E
- F
- G
- H
- I
- J
- K
- L
- M
- N
- O
- P
- Q
- R
- S
- T
- U
- V
- W
- X
- Y
- Z

- Rue La Bruyère
- Square La Bruyère
- Rue La Fayette
- Rue de La Rochefoucauld
- Impasse de La Tour-d'Auvergne
- Rue de La Tour-d'Auvergne
- Rue Laferrière
- Rue Laffitte
- Rue Lallier
- Rue Lamartine
- Rue Le Peletier
- Rue Lentonnet
- Rue de Liège
- Place Lili-et-Nadia-Boulanger
- Place Lino-Ventura
- Cité de Londres
- Rue de Londres

### M
- Haut – A
- B
- C
- D
- E
- F
- G
- H
- I
- J
- K
- L
- M
- N
- O
- P
- Q
- R
- S
- T
- U
- V
- W
- X
- Y
- Z

- Boulevard de la Madeleine
- Boulevard de Magenta
- Cité Malesherbes
- Rue Mansart
- Rue Manuel
- Promenade Marcel-Carné
- Rue Marie-Éléonore de Bellefond
- Rue des Martyrs
- Rue des Mathurins
- Rue de Maubeuge
- Square de Maubeuge
- Rue Mayran
- Rue Meyerbeer
- Promenade Michou
- Rue de Milan
- Rue Milton
- Rue de Mogador
- Rue Moncey
- Square Moncey
- Cité Monthiers
- Rue de Montholon
- Boulevard Montmartre
- Rue de Montyon
- Rue Morlot

### N
- Haut – A
- B
- C
- D
- E
- F
- G
- H
- I
- J
- K
- L
- M
- N
- O
- P
- Q
- R
- S
- T
- U
- V
- W
- X
- Y
- Z

- Rue de Navarin
- Rue Notre-Dame-de-Lorette

### O
- Haut – A
- B
- C
- D
- E
- F
- G
- H
- I
- J
- K
- L
- M
- N
- O
- P
- Q
- R
- S
- T
- U
- V
- W
- X
- Y
- Z

- Place de l'Opéra
- Square de l'Opéra-Louis-Jouvet
- Square d'Orléans

### P
- Haut – A
- B
- C
- D
- E
- F
- G
- H
- I
- J
- K
- L
- M
- N
- O
- P
- Q
- R
- S
- T
- U
- V
- W
- X
- Y
- Z

- Rue Papillon
- Rue de Parme
- Rue Paul-Escudier
- Rue Pétrelle
- Square Pétrelle
- Rue Pierre-Fontaine
- Rue Pierre-Haret
- Rue Pierre-Semard
- Cité Pigalle
- Place Pigalle
- Rue Pillet-Will
- Boulevard Poissonnière
- Avenue de Provence
- Rue de Provence

### R
- Haut – A
- B
- C
- D
- E
- F
- G
- H
- I
- J
- K
- L
- M
- N
- O
- P
- Q
- R
- S
- T
- U
- V
- W
- X
- Y
- Z

- Rue Riboutté
- Rue Richer
- Rue Rochambeau
- Boulevard de Rochechouart
- Rue de Rochechouart
- Promenade Roland-Lesaffre
- Rue Rossini
- Cité Rougemont
- Rue Rougemont

### S
- Haut – A
- B
- C
- D
- E
- F
- G
- H
- I
- J
- K
- L
- M
- N
- O
- P
- Q
- R
- S
- T
- U
- V
- W
- X
- Y
- Z

- Rue Sainte-Cécile
- Place Saint-Georges
- Rue Saint-Georges
- Cour Saint-Hilaire
- Rue Saint-Lazare
- Impasse Sandrié
- Rue Saulnier
- Rue Scribe
- Rue de Sèze

### T
- Haut – A
- B
- C
- D
- E
- F
- G
- H
- I
- J
- K
- L
- M
- N
- O
- P
- Q
- R
- S
- T
- U
- V
- W
- X
- Y
- Z

- Rue Taitbout
- Place Théophile Bader
- Rue Thimonnier
- Rue de la Tour-des-Dames
- Cité de Trévise
- Rue de Trévise
- Rue de la Trinité
- Rue Tronchet
- Avenue Trudaine
- Square Trudaine
- Rue Turgot

### V
- Haut – A
- B
- C
- D
- E
- F
- G
- H
- I
- J
- K
- L
- M
- N
- O
- P
- Q
- R
- S
- T
- U
- V
- W
- X
- Y
- Z

- Passage Verdeau
- Rue de la Victoire
- Rue Victor-Massé
- Rue Vignon
- Rue de Vintimille
- Rue Viollet-le-Duc